# Kazuhiko Nishijima
Kazuhiko Nishijima (jap. 西島 和彦 Nishijima Kazuhiko; ur. 4 października 1926 w Tsuchiura, w prefekturze Ibaraki, zm. 15 lutego 2009 w Tokio) – japoński fizyk. 

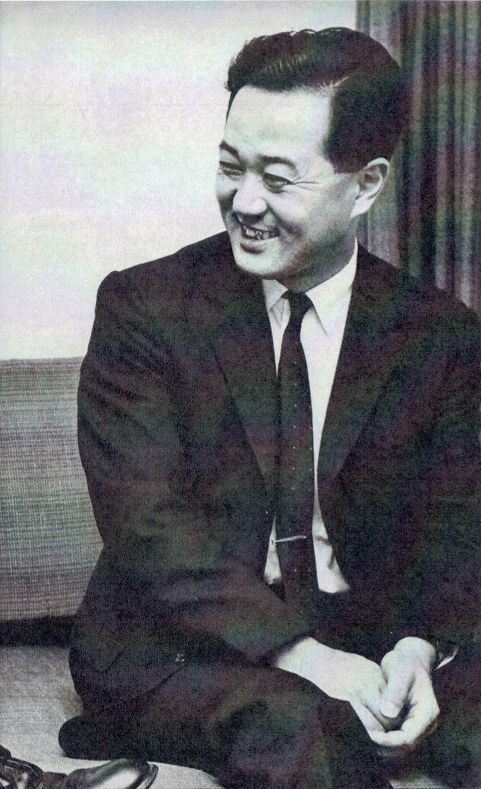

Autor prac z zakresu kwantowej teorii pola i fizyki cząstek elementarnych. Niezależnie od amerykańskiego fizyka Murraya Gell-Manna wprowadził liczbę kwantową dziwności. Profesor uniwersytetów w Osace, Kioto i Tokio. Zmarł na białaczkę w wieku 83 lat.